# منقطين
قرية منقطين هي إحدى القرى التابعة لمركز سمالوط بمحافظة المنيا في جمهورية مصر العربية.

## السكان
بلغ عدد سكان قرية منقطين وفق إحصاء سنة 2006م 19,950 نسمة، منهم 10,467 رجلًا و9,483 امرأة. وفي تقديرات الجهاز المركزي للتعبئة العامة والإحصاء لسنة 2018م، بلغ عدد سكان القرية 35,625 نسمة، منهم 18,024 رجلا و17,601 امرأة.